# Агротехнології
Агротехнології (англ.Agricultural technology, кор.agritech) — технології в сільському господарстві, садівництві та аквакультурі з метою підвищення врожайності, ефективності та рентабельності. Сільськогосподарські технології можуть бути продуктами, послугами або програмами, що покращують різні процеси введення/виведення.

## Історія
Технологічні здобутки можна вважати зародженням СГ. Історики описали низку сільськогосподарських революцій, які визначають основні зрушення в сільськогосподарській практиці та продуктивності праці. Ці революції були тісно пов'язані із вдосконаленнями технологій.
Важливим етапом стала промислова революція, яка зародилась в Англії у другій половині 18 ст. Тоді було запроваджено сільськогосподарську техніку для механізації праці сільського господарства задля збільшення його продуктивності. Сучасна механізована техніка замінила багато сільськогосподарських робіт, які раніше виконувались ручною працею або робочими тваринами, такими як воли, коні та мули. Удосконалення портативних двигунів та молотильних машин призвело до їх більш активного впровадження.
У 20 столітті відбувся великий прогрес у сільськогосподарських технологіях: розробка синтетичних добрив та пестицидів, нової техніки, зокрема серійних тракторів та сільськогосподарських літаків для повітряного застосування пестицидів. Важливими досягненнями вважаються сільськогосподарська пластмаса, генетично модифіковані культури, поліпшення крапельного зрошення та безгрунтові технології землеробства, такі як гідропоніка, аквапоніка та аеропоніка.
У 21 столітті технології інформаційної доби набули ширшого застосування. Сільськогосподарські роботи, безпілотники та трактори без машиністів регулярно застосовуються у фермерських господарствах, тоді як цифрове сільське господарство та точне землеробство використовують великий збір даних та обчислень для підвищення ефективності фермерських господарств.

## Види агротехнологій
Агротехнології поділяють на декілька типів.
- Сільськогосподарський дрон;
- Супутникова фотографія та датчики;
- Сенсорні мережі на основі IoT;
- Відстеження фаз;
- Прогнози погоди;
- Автоматизоване зрошення;
- Регулювання світла та тепла;
- Інтелектуальний програмний аналіз для прогнозування шкідників та хвороб, управління грунтом та інших аналітичних завдань;
- Біотехнологія;
- Гідропоніка, безґрунтова технологія землеробства;
- Датчики вологості ґрунту.